# Surviving You, Always
Surviving You, Always é o segundo álbum  e primeiro LP da banda pós-hardcore Saccharine Trust, lançado em 1984 pela SST . O guitarrista Joe Baiza estava explorando o Jazz na época e a influência se refletia no álbum.  Muito do conteúdo lírico contém imagens bíblicas.  O álbum traz um cover de " Peace Frog " do The Doors  uma música que já havia aparecido na ao vivo Past Lives do Saccharine Trust.
A capa é baseada na foto do estudante de fotografia Robert Wiles de Evelyn McHale, que se suicidou ao pular do deck de observação do 86º andar do Empire State Building em 1º de maio de 1947.

## Lista de músicas
| Lado A |                                       |         |  |
| N.º    | Título                                | Duração |  |
| 1.     | "The Giver Takes"                     | 1:59    |  |
| 2.     | "Lot's Seed"                          | 1:52    |  |
| 3.     | "Sunk"                                | 1:35    |  |
| 4.     | "Speak"                               | 3:27    |  |
| 5.     | "The House, The System, The Concrete" | 2:15    |  |
| 6.     | "Remnants"                            | 3:42    |  |
| 7.     | "The Cat.Cracker"                     | 4:55    |  |

| Lado B |                           |         |  |
| N.º    | Título                    | Duração |  |
| 1.     | "Our Discovery"           | 6:00    |  |
| 2.     | "A Good Night's Bleeding" | 1:46    |  |
| 3.     | "Craving the Center"      | 1:04    |  |
| 4.     | "Yhwh on Acid"            | 6:04    |  |
| 5.     | "Peace Frog"              | 5:03    |  |

## Pessoal
Saccharine Trust
- Joe Baiza - guitarra, vocais em "The Cat. Biscoito"
- Jack Brewer - vocais
- Tony Cicero - bateria
- Mark Hodson - baixo

Músicos e produção adicionais
- Russell Conlin - corneta em "Yhwh on Acid"
- Rick Cox - saxofone alto em "The Cat. Biscoito"
- Saccharine Trust - produção
- Local - produção, engenharia
- RC Wills - ilustrações